# L'Académie des secrets
Pour plus de détails, voir Fiche technique et Distribution.
L'académie des secrets (titre original : A Glass of Revenge, titre alternatif : Revenge Best Served Chilled) est un téléfilm de suspense américain réalisé par Dylan Vox, sorti en 2022.

## Synopsis
Emily (Lynn Kim Do, une blogueuse, suit à Napa Valley une formation de sommellerie organisée par un riche propriétaire de vignes, Victor (Michael Swan), et sa vice-présidente Gillian (Monique Parent). Emily espère ainsi sauver de la faillite le restaurant familial tenu par son père, qui périclite. Sa propre mère, désormais décédée, avait suivi le même programme il y a des années. Mais Emily déchante vite, car elle découvre un monde impitoyable et les autres stagiaires, dont la concurrence est féroce. Plusieurs personnes sont retrouvées mortes, et Gillian accuse Emily de ces meurtres. Emily va devoir lutter pour être innocentée de ces crimes qu’elle n’a pas commis, et découvrir la vérité sur la mort de sa mère.

## Distribution
- Micavrie Amaia : Kristen
- Troy Lennon Appel : Clayton
- Amy Chou : Lilla jeune
- Bob Conley : Earl
- Jessica Daniels : une influenceuse
- Navji Dixon : Lucia
- Amefika El-Amin : Chad
- Caelan Hewlett : un influenceur
- Jeremy M. Inman : Victor jeune
- Kenny Keen : un homme riche
- Lynn Kim Do : Emily
- Monique Parent : Gillian
- Lisa Rae Ring : la patronne du bar
- Mandy Rivera : un étudiant en vin
- John Squires : Brian
- Michael Swan : Victor[2]

## Réception critique
Sur Letterboxd, Matt Strohl se montre assez ironique envers le téléfilm, notamment par l'utilisation du cadre snob du monde du vin comme décor pour un slasher somme toute assez banal, avec une chute complètement invraisemblable.
Sur Internet Movie Database, Stoshie est franchement plus négative, trouvant que Lifetime recycle trop souvent le cliché de femmes buvant du vin. Il trouve aussi que l'intrigue, avec l'héroïne qui fréquente la même académie du vin que sa mère, qu'on croit décédée dans un accident de voiture, est trop prévisible.